# Андерсон, Пётр Петрович
Пётр Петрович Андерсон (не позднее начала 1720-х — не ранее 1770) — русский флотоводец, вице-адмирал (1769). 

## Биография
Выходец из Великобритании, англичанин. Год и точное место рождения неизвестны. Вероятное имя при рождении: Питер Андерсен. 
В 1736 году принят на службу на Российский императорский флот с чином лейтенанта. Первоначально служил на линейном корабле «Северный Орёл». С 1737 по 1740 год наблюдал за производством работ на Брянской верфи.
С 1740 года снова служил в Санкт-Петербурге на Балтийском флоте. В 1745 году, командуя фрегатом «Россия» получил задание преследовать в Балтийском море французский каперский (пиратский) корабль, которое выполнил (с неизвестным результатом). 
В 1747 году командовал линейным кораблём «Святой Исаакий». В 1751 году был произведён в капитаны третьего ранга. Находясь в том же чине, в следующем 1752 году привёл корабль «Варахаил» из Архангельска в Кронштадт.
В 1756 году был произведён в капитаны второго ранга.
В 1757 году Россия вступила в Семилетнюю войну и объявила войну Пруссии, а заодно и Англии, которая находилась в союзе с Пруссией. После этого, указом императрицы Елизаветы Петровны, все английские офицеры на русской службе получили право выйти в отставку и выехать через русскую границу в пограничный с Россией прусский город Мемель (ныне Клайпеда, Литва). Такое разрешение в июле 1757 года получил и Андерсон, на тот момент — командир корабля «Святой Александр Невский». 
Однако, по всей видимости, он никуда не уехал, так как уже в 1758 году был произведён в капитаны первого ранга, командовал кораблём «Святой Апостол Андрей» (1759), а в 1761 году, командуя кораблём «Святой Иоанн Златоуст первый» участвовал в блокаде с моря осаждённой русской армией с суши прусской крепости Кольберг. 
В 1762 году был произведён в капитан-командоры и в 1763 году назначен директором Адмиралтейской конторы. 
В 1764 году был произведён в контр-адмиралы и назначен главным командиром Кронштадтского порта. В 1765 году привёл два линейных корабля и вспомогательное судно из Архангельска в Кронштадт. В том же году был назначен главным командиром эскадры Балтийского флота, базирующейся в Ревеле (ныне — Таллинн, Эстония). Командуя ревельской эскадрой, совершал тренировочные («практические») плавания по Балтийскому морю до Дагерорта и Готланда. В 1769 году был произведён в вице-адмиралы и получил 500 золотых рублей единовременного пожалования. Вновь командовал «практической эскадрой» в Балтийском море, после чего в конце того же года был назначен главным командиром над Ревельским портом. 
В 1770 году вышел в отставку с пожизненной выплатой половинного жалования вице-адмирала и половинного содержания для своих денщиков (!). 
Дальнейшая судьба неизвестна.